# Record du monde du 100 mètres haies
Pour un article plus général, voir Records du monde d'athlétisme.
Le record du monde du 100 mètres haies est actuellement détenu par la Nigériane Tobi Amusan, créditée de 12 s 12 le 24 juillet 2022 lors des demi-finales des championnats du monde à Eugene, aux États-Unis.
Le premier record du monde du 100 m haies homologué par World Athletics, qui succède à celui du 80 mètres haies en vigueur de 1927 à 1968, est celui de l'Est-allemande Karin Balzer et de la Polonaise Teresa Sukniewicz, le 20 juin 1969 avec le temps de 13 s 3. En 1972, l'autre est-allemande Annelie Ehrhardt devient la première détentrice du record mondial mesuré au chronométrage électronique, en 12 s 59.

## Record du monde

### Historique

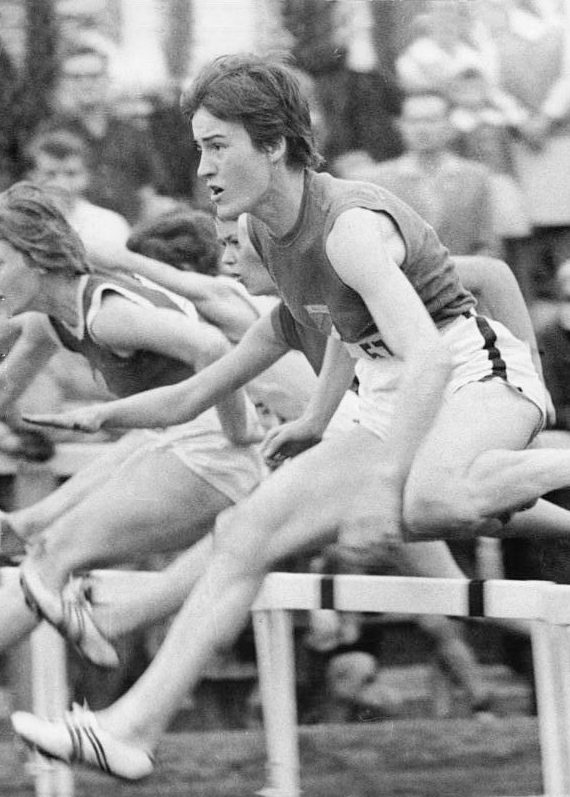
Karin Balzer, première détentrice du record du monde du 100 m haies.

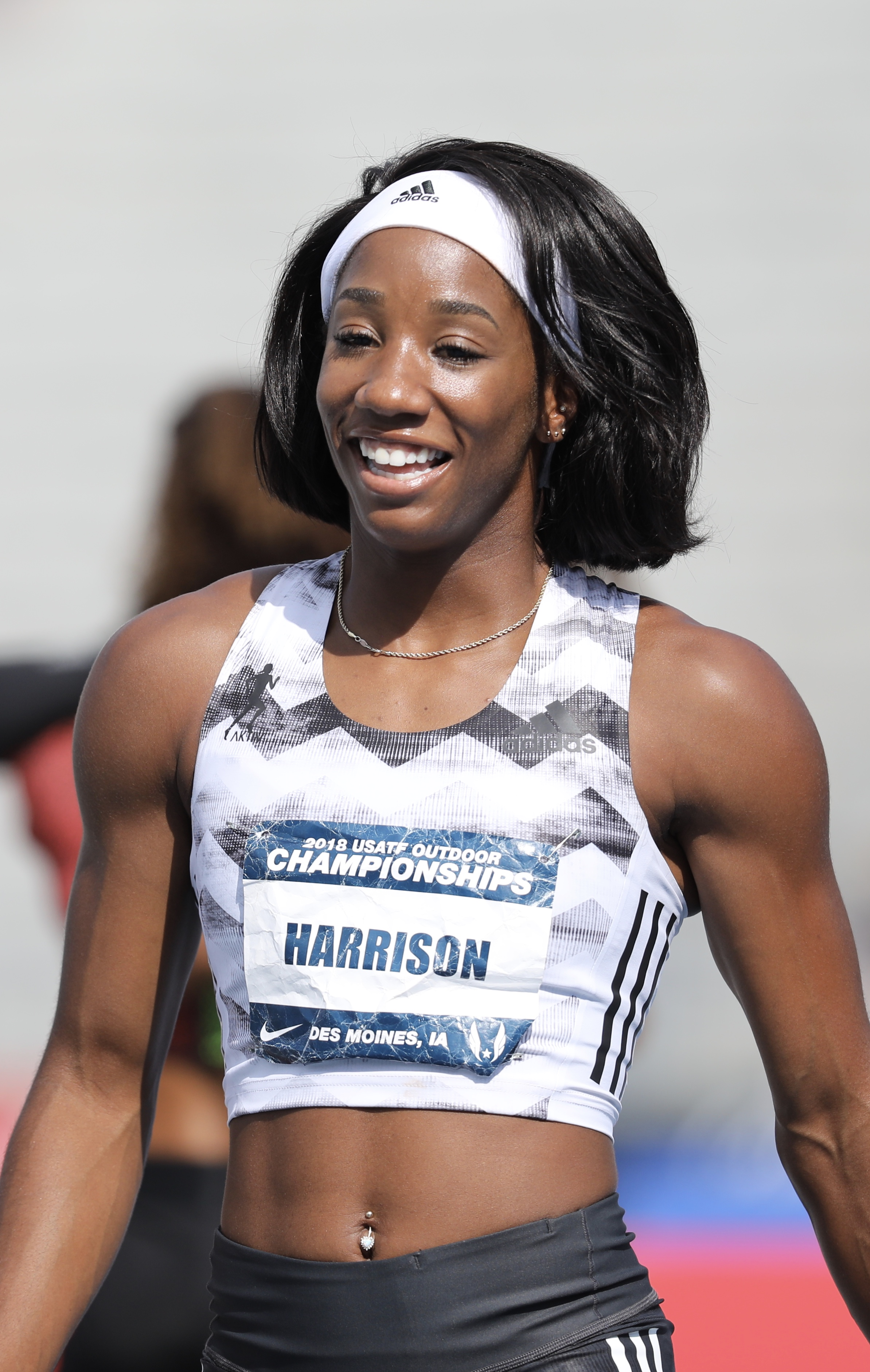
Kendra Harrison, détentrice du record du monde de 2016 à 2022.

Le premier record du monde du 100 mètres haies, qui succède à celui du 80 mètres haies (en vigueur de 1927 à 1968), est établi par l'Est-allemande Karin Balzer et la Polonaise Teresa Sukniewicz dans le temps de 13 s 3, le 20 juin 1969 lors du Mémorial Kusocinski de Varsovie. Après avoir porté ce record à 13 s 0 juste, un mois plus tard, le 27 juillet à Leipzig, Karin Balzer devient la première athlète à descendre sous les treize secondes sur 100 m haies, le 5 septembre 1969 à Berlin, en 12 s 9. 
Teresa Sukniewicz reprend le record du monde  le 20 juin 1970, toujours lors du Mémorial Kusocinski de Varsovie, en établissant le temps de 12 s 8 , record qu'égale peu après la Taïwanaise Chi Cheng, le 12 juillet 1970 à Munich au cours du Mémorial Hanss Braun. Le 26 juillet 1970, Karin Balzer porte la meilleure marque mondiale à 12 s 7 à Berlin, performance égalée le 20 septembre 1970 à Varsovie par Teresa Sukniewicz, puis le 25 juillet 1971 à Berlin par Karin Balzer qui établit, une semaine plus tard, le 31 juillet 1971 à Berlin, le dernier record du monde de sa carrière en 12 s 6. Karin Balzer cède le record le 15 juin 1972 à sa compatriote Annelie Ehrhardt, créditée de 12 s 5 à Potsdam, temps égalé par l'Australienne Pam Kilborn quelques jours plus tard, le 28 juin à Varsovie. 
Annelie Ehrhardt remporte la médaille d'or du 100 m haies lors des Jeux olympiques de 1972, le 8 septembre 1972 à Munich, et devient à cette occasion la première détentrice du record du monde mesurée au chronométrage électronique en s'imposant dans le temps de 12 s 59. Le 22 juillet 1973, à Dresde au ours des championnats d'Allemagne de l'Est, Annelie Ehrhardt réalise le dernier record du 100 m haies établi au chronométrage manuel, en 12 s 3.
Le 10 juin 1978 à Fürth, la Polonaise Grażyna Rabsztyn améliore de 11/100e de seconde le record du monde de Annelie Ehrhardt en le portant à 12 s 48. Elle l'améliore de 12/100e de seconde deux ans plus tard le 13 juin 1980 lors du Mémorial Kusocinski à Varsovie en réalisant 12 s 36. 
En 1986, la Bulgare Yordanka Donkova améliore à trois reprises le record du monde, réalisant successivement 12 s 35 en série  et 12 s 29 en finale le 17 août à Cologne, puis 12 s 26 le 7 septembre à Ljubljana au cours des championnats des Balkans. Le 8 août 1987, sa compatriote Ginka Zagorcheva met fin à sa série en portant le record mondial à 12 s 25 à Dráma.
Le 21 août 1988 à Stara Zagora en Bulgarie, Yordanka Donkova établit le quatrième record du monde de sa carrière et améliore de 4/100e de seconde le record du monde de Ginka Zagorcheva avec un temps de 12 s 21 (vent favorable de 0,7 m/s).
Depuis 1988, plusieurs athlètes se sont rapprochées de ce record du monde, parmi elles figure la Suédoise Ludmila Engquist (12 s 26 en 1992), l'Américaine Brianna Rollins (12 s 26 en 2013), ou encore l'Australienne Sally Pearson (12 s 28 en 2011).
Le 22 juillet 2016, aux cours du meeting du London Grand Prix, l'Américaine Kendra Harrison améliore d'un centième de seconde le record du monde de Yordanka Donkova datant de 1988, en établissant le temps de 12 s 20 (+ 0,3 m/s).
Le 24 juillet 2022, lors des demi-finales des championnats du monde à Eugene (États-Unis), la Nigériane Tobi Amusan s'empare du record du monde avec un temps de 12 s 12 (+ 0,9 m/s). En finale de ces mêmes championnats du monde, elle réalise un temps de 12 s 06 mais cette performance n'est pas homologuée en raison d'un vent trop favorable de 2,5 m/s.

### Progression
21 records du monde du 100 mètres haies ont été homologués par World Athletics.
| Chronométrage manuel       |       |                   |                   |              |
| 13 s 3                     | + 1,0 | Karin Balzer      | 20 juin 1969      | Varsovie     |
| 13 s 3                     | + 1,3 | Teresa Sukniewicz | 20 juin 1969      | Varsovie     |
| 13 s 0                     | + 1,6 | Karin Balzer      | 27 juillet 1969   | Leipzig      |
| 12 s 9                     | + 0,7 | Karin Balzer      | 5 septembre 1969  | Berlin       |
| 12 s 8                     | + 1,3 | Teresa Sukniewicz | 20 juin 1970      | Varsovie     |
| 12 s 8                     | + 1,1 | Chi Cheng         | 12 juillet 1970   | Munich       |
| 12 s 7                     | + 0,4 | Karin Balzer      | 26 juillet 1970   | Berlin       |
| 12 s 7                     | + 1,6 | Teresa Sukniewicz | 20 septembre 1970 | Varsovie     |
| 12 s 7                     | + 1,5 | Karin Balzer      | 25 juillet 1971   | Berlin       |
| 12 s 6                     | + 1,9 | Karin Balzer      | 31 juillet 1971   | Berlin       |
| 12 s 5                     | + 0,7 | Annelie Ehrhardt  | 15 juin 1972      | Potsdam      |
| 12 s 5                     | + 0,9 | Pam Ryan          | 28 juin 1972      | Varsovie     |
| 12 s 3                     | + 1,5 | Annelie Ehrhardt  | 22 juillet 1973   | Dresde       |
| Chronométrage électronique |       |                   |                   |              |
| 12 s 59                    | + 0,6 | Annelie Ehrhardt  | 8 septembre 1972  | Munich       |
| 12 s 48                    | + 1,9 | Grażyna Rabsztyn  | 10 juin 1978      | Fürth        |
| 12 s 36                    | + 1,9 | Grażyna Rabsztyn  | 13 juin 1980      | Varsovie     |
| 12 s 35                    | + 0,1 | Yordanka Donkova  | 17 août 1986      | Cologne      |
| 12 s 29                    | - 0,4 | Yordanka Donkova  | 17 août 1986      | Cologne      |
| 12 s 26                    | + 1,5 | Yordanka Donkova  | 7 septembre 1986  | Ljubljana    |
| 12 s 25                    | + 1,4 | Ginka Zagorcheva  | 8 août 1987       | Dráma        |
| 12 s 21                    | + 0,7 | Yordanka Donkova  | 21 août 1988      | Stara Zagora |
| 12 s 20                    | + 0,3 | Kendra Harrison   | 22 juillet 2016   | Londres      |
| 12 s 12                    | + 0,9 | Tobi Amusan       | 24 juillet 2022   | Eugene       |

## Record du monde du 80 mètres haies (1927 à 1968)
Les records du monde du 80 mètres haies ont été homologués par l'IAAF de 1927 à 1968.
| Temps  | Athlète             | Date              | Lieu                   |
| ------ | ------------------- | ----------------- | ---------------------- |
| 12 s 8 | Eva von Bredow      | 12 juin 1927      | Berlin                 |
| 11 s 8 | Babe Didrikson      | 3 août 1932       | Los Angeles            |
| 11 s 8 | Simone Schaller     | 3 août 1932       | Los Angeles            |
| 11 s 7 | Babe Didrikson      | 4 août 1932       | Los Angeles            |
| 11 s 7 | Evelyne Hall        | 4 août 1932       | Los Angeles            |
| 11 s 6 | Ondina Valla        | 5 août 1936       | Berlin                 |
| 11 s 3 | Claudia Testoni     | 23 juillet 1939   | Garmisch-Partenkirchen |
| 11 s 3 | Claudia Testoni     | 13 août 1939      | Dresde                 |
| 11 s 3 | Fanny Blankers-Koen | 20 septembre 1942 | Amsterdam              |
| 11 s 0 | Fanny Blankers-Koen | 20 juin 1948      | Amsterdam              |
| 11 s 0 | Shirley Strickland  | 23 juillet 1952   | Helsinki               |
| 10 s 9 | Shirley Strickland  | 24 juillet 1952   | Helsinki               |
| 10 s 9 | Maria Golubnichaya  | 3 août 1954       | Kiev                   |
| 10 s 8 | Galina Yermolenko   | 5 juin 1955       | Leningrad              |
| 10 s 6 | Zenta Gastl         | 29 juillet 1956   | Frechen                |
| 10 s 6 | Galina Bystrova     | 8 septembre 1958  | Krasnodar              |
| 10 s 6 | Norma Thrower       | 26 mars 1960      | Brisbane               |
| 10 s 6 | Rimma Kosheleva     | 26 juin 1960      | Toula                  |
| 10 s 6 | Gisela Birkemeyer   | 16 juillet 1960   | Berlin                 |
| 10 s 6 | Irina Press         | 16 juillet 1960   | Moscou                 |
| 10 s 5 | Gisela Birkemeyer   | 24 juillet 1960   | Leipzig                |
| 10 s 5 | Betty Moore         | 25 août 1962      | Cassel                 |
| 10 s 5 | Karin Balzer        | 23 mai 1964       | Leipzig                |
| 10 s 5 | Irina Press         | 9 août 1964       | Kiev                   |
| 10 s 5 | Irina Press         | 28 août 1964      | Kiev                   |
| 10 s 5 | Draga Stamejčič     | 5 septembre 1964  | Celje                  |
| 10 s 5 | Pam Kilborn         | 25 octobre 1964   | Osaka                  |
| 10 s 4 | Pam Kilborn         | 6 février 1965    | Melbourne              |
| 10 s 4 | Irina Press         | 19 septembre 1965 | Cassel                 |
| 10 s 3 | Irina Press         | 24 octobre 1965   | Tbilisi                |
| 10 s 3 | Vera Korsakova      | 16 juin 1968      | Riga                   |

## Autres catégories d'âge
Le record du monde junior du 100 m haies est actuellement détenu par l'Américaine Dior Hall, créditée de 12 s 74 le 13 juin 2015 à Eugene. 
La meilleure performance mondiale cadette, établie sur des haies d'une hauteur de 76,2 cm, est la propriété de la Jamaïcaine Yanique Thompson en 12 s 94 (le 11 juillet 2013 à Donetsk).
| Record                                                  | Athlète          | Temps   | Date            | Lieu    |
| ------------------------------------------------------- | ---------------- | ------- | --------------- | ------- |
| Record du monde junior                                  | Dior Hall        | 12 s 74 | 13 juin 2015    | Eugene  |
| Meilleure performance mondiale cadet (haies de 76,2 cm) | Yanique Thompson | 12 s 94 | 11 juillet 2013 | Donetsk |